# Paul Repond
Paul Repond (Fribourg, 9 januari 1856 - aldaar, 24 februari 1919) was een Zwitsers psychiater.

## Biografie

### Afkomst en opleiding
Jules Repond was een zoon van Elie Jean Joseph Repond en van Augustine Sprenger. Hij was een broer van Jules Repond en was getrouwd met Julie Contat, een dochter van François Contat. Hij studeerde geneeskunde in Bern.

### Carrière
Repond was actief als assistent-psyciatrisch arts in het gesticht van Königsfelden. Van 1884 tot 1897 was hij directeur van het gesticht van Marsens, dat hij later echter op politieke redenen zou verlaten. Hij pleitte voor de afschaffing van de gevangenisachtige gestichten en was daarentegen voorstander van geïsoleerde paviljoenen en wilde de patiënten een bezigheid geven. Die vernieuwingen wist hij in Wallis grotendeels te verwezenlijken bij de oprichting van het gezondheidshuis van Malévoz in Monthey. In 1899 werd hiertoe een akkoord ondertekend met de kantonnale overheid en in 1901 opende de eerste drie paviljoenen. Hij bleef directeur tot 1916, waarna zijn zoon André Repond hem opvolgde. Later was ook Germaine Guex actief in dit centrum.